# 사이짓기
사이짓기는 주된 작물 사이에 딴 작물을 심어 가꾸는 것으로 간작(間作)이라고도 한다. 사이짓기를 하면 좁은 농토를 효율적으로 이용해 생산량을 높일 수 있으며, 비료를 효과적으로 이용할 수 있고 병충해도 막을 수 있는 장점이 있다. 그러나 작업이 복잡하고 힘이 들며, 기계를 이용하기 어렵고 다음에 심는 작물이 잘 자라지 못하는 단점이 있다.

## 같이 보기
- 혼식
- 단작
- 유기농
- 퍼머컬처
- 지속농업
- 세자매 농법